# MSV Mackensen Neustettin
MSV Mackensen Neustettin was een Duitse voetbalclub uit de Pommerse stad Neustettin, dat tegenwoordig het Poolse Szczecinek is.

## Geschiedenis
Wanneer de club opgericht werd is niet meer bekend. In 1936 promoveerde de club naar de Gauliga Pommern en werd in de oostelijke groep tweede achter SV Viktoria 09 Stolp. Het volgende seizoen werden beide groepen samengevoegd en Neustettin kon de lijn niet doortrekken en werd laatste en degradeerde. De club slaagde er niet meer in om terug te keren.
Na het einde van de oorlog werden alle Duitse voetbalclubs ontbonden, Neustettin werd nu een Poolse stad en de club werd niet meer heropgericht.